# 大島 (長崎県佐世保市)
大島（おおしま）は、長崎県の大村湾北部にある島（有人島）。全島が同県佐世保市に属する。別称、江上大島（えがみおおしま）。

## 概要
大村湾の最北部にあり、針尾島と幅およそ40mの瀬戸を挟んで隣接している。針尾島にあるハウステンボスからも見える。
- 面積 - 0.40km2
- 周囲 - 約3.5km
- 人口 - およそ180人

## 交通
- 1988年（昭和63年）4月に江上大橋が開通し針尾島を経由して本土と結ばれた。架橋までは手繰り舟（ロープ付きの渡し船）が運航されていた。
- 2010年現在、対本土、島内とも公共交通機関の運行はない。

## 施設
- サンレモリハビリ病院 - 1993年（平成5年）4月開院の高齢者療養介護主体の病院。長期入院者が島の人口の過半を占めている。